# Palpomyia spinipes
Palpomyia spinipes är en tvåvingeart som först beskrevs av Johann Wilhelm Meigen 1806.  Palpomyia spinipes ingår i släktet Palpomyia och familjen svidknott. Arten är reproducerande i Sverige. Inga underarter finns listade i Catalogue of Life.